# Вібростенд
Вібросте́нд або вібраці́йна устано́вка (рос. вибростенд, англ. vibration-testing machine, нім. Rütteltisch m) — пристрій для випробування машин, апаратів, приладів на вібрацію.
Основна функція вібростенду — забезпечення безпосереднього перетворення певного виду енергії в енергію вібрації для передавання вібрації об'єктові випробувань. Вібростенд є основною складовою частиною вібраційного випробувального устаткування, яке також включає засоби задання, керування, підсилення, вимірювання, автоматичного контролю та допоміжних засобів, що забезпечують відтворення вібрації з нормованими характеристиками точності.

## Класифікація
За видом енергії, яка перетворюється в енергію вібрацій, вібростенди, що належать до пристроїв електродинамічного типу, бувають таких видів:
- Електромеханічний вібростенд — вібростенд, що створює вібрацію внаслідок перетворення механічної енергії обертання за допомогою кінематичних механізмів з електричним способом керування.
- Електрогідравлічний вібростенд — вібростенд, що створює вібрацію внаслідок зміни тиску рідини за заданим законом з електричним способом керування.
- Електромагнітний вібростенд — вібростенд, що створює вібрацію за рахунок взаємодії магнітного матеріалу із змінним магнітним полем електромагніту.
- П'єзоелектричний вібростенд — вібростенд, що створює вібрацію на основі зворотного п'єзоефекту.
- Магнетострикційний вібростенд — вібростенд, що створює вібрацію на основі магнетострикції.
- Електропневматичний вібростенд — вібростенд, що створює вібрацію внаслідок зміни тиску стисненого газу за заданим законом з електричним способом керування.

## Застосування
Вібростенди застосовуються при випробуванні елементів обладнання, котрі під час роботи можуть піддаватись впливу вібраційних навантажень. Перевірці на вібрацію піддаються, наприклад, такі вироби, як манометри тиску та крани, котрі можуть встановлюватися на трубопроводах з певним ступенем вібраційних коливань, привідні елементи вібросит, їхні опори, а також інше обладнання, яке має зберігати працездатність при впливі на нього вібраційних коливань.